# I liga polska w piłce siatkowej kobiet (1982/1983)
I liga polska w piłce siatkowej kobiet 1982/1983 – 47. edycja rozgrywek o mistrzostwo polski w piłce siatkowej kobiet.

## Drużyny uczestniczące
| | I liga 1982/1983       |   |      |
| --- | ---------------------- | - | ---- |
| KRA | Wisła Kraków           | 1 | PEMK |
| ŁÓD | ŁKS Łódź               | 2 | PEZP |
| MIL | Płomień Milowice       | 3 |      |
| GDA | Spójnia Gdańsk         | 4 |      |
| BIE | BKS Stal Bielsko-Biała | 5 |      |
| SŁU | Czarni Słupsk          | 6 |      |
| SUL | Zawisza Sulechów       | 7 |      |
| ŁÓD | Start Łódź             | 8 |      |
| | Awans z II ligi        |   |      |
| RAD | Radomka Radom          |   |      |
| MIE | Stal Mielec            |   |      |
| Oznaczenia: - kolumna pierwsza – skróty nazw drużyn wpisane na mapie (jeśli ta została zamieszczona), - kolumna trzecia – miejsce zajęte przez daną drużynę w poprzednim sezonie. |                        |   |      |

## Rozgrywki

### Runda zasadnicza
Tabela
| Lp. | Drużyna                | Pkt | Mecze | Mecze | Mecze | Sety | Sety | Sety  |
| Lp. | Drużyna                | Pkt | M     | W     | P     | wyg. | prz. | ratio |
| --- | ---------------------- | --- | ----- | ----- | ----- | ---- | ---- | ----- |
| 1   | ŁKS Łódź               | 34  | 18    | 16    | 2     | 49   | 15   | 3.267 |
| 2   | Czarni Słupsk          | 31  | 18    | 13    | 5     | 43   | 26   | 1.654 |
| 3   | Płomień Sosnowiec      | 31  | 18    | 13    | 5     | 41   | 21   | 1.952 |
| 4   | Start Łódź             | 29  | 18    | 11    | 7     | 43   | 28   | 1.536 |
| 5   | Wisła Kraków           | 27  | 18    | 9     | 9     | 36   | 35   | 1.029 |
| 6   | BKS Stal Bielsko-Biała | 27  | 18    | 9     | 9     | 34   | 34   | 1.000 |
| 7   | Zawisza Sulechów       | 24  | 18    | 6     | 12    | 26   | 40   | 0.650 |
| 8   | Spójnia Gdańsk         | 24  | 18    | 6     | 12    | 24   | 43   | 0.558 |
| 9   | Radomka Radom          | 23  | 18    | 5     | 13    | 22   | 46   | 0.478 |
| 10  | Stal Mielec            | 20  | 18    | 2     | 16    | 18   | 49   | 0.367 |

     grupa mistrzowska
     grupa spadkowa

## Klasyfikacja końcowa
| Miejsce | Drużyna                |
| ------- | ---------------------- |
| 1.      | ŁKS Łódź               |
| 2.      | Czarni Słupsk          |
| 3.      | Płomień Milowice       |
| 4.      | Start Łódź             |
| 5.      | Wisła Kraków           |
| 6.      | BKS Stal Bielsko-Biała |
| 7.      | Spójnia Gdańsk         |
| 8.      | Radomka Radom          |
| 9.      | Zawisza Sulechów       |
| 10.     | Stal Mielec            |

     spadek do II ligi